# 四数木科
四数木科只有两个单种属共两种，分布在亚洲热带地区，中国有一种，生长在云南东南部海拔500－700米的密林中。
本科植物原来属于野麻科（Datiscaceae），共三个属，1981年的克朗奎斯特分类法将其列在堇菜目，1998年根据基因亲缘关系分类的APG 分类法将其分出，将野麻属单独列为一个科—野麻科，和本科一起放在葫芦目。
本科植物为大乔木，叶具柄，卵形，背面被柔毛；花单性，雌雄异株，叶前开放，花瓣缺；果实为卵状蒴果，种子微小扁平。由于树冠大，为解决头重脚轻，其树干如翅膀状向四周延伸，形成板状的根（板根），沿着地面逶迤延伸。

## 属
- 八果木属 （Octomeles）只有八果木（Ocomeles sumatranum Mig.）生长在印度和新几内亚。
- 四数木属（Tetrameles）只有四数木（Tetrameles nudiflora R. Br.）生长在中南半岛和中国云南。